# (1008) La Paz
(1008) La Paz ist ein Asteroid des Hauptgürtels, der am 31. Oktober 1923 vom Astronomen Max Wolf entdeckt wurde.
Der Asteroid ist benannt nach La Paz, dem Regierungssitz von Bolivien.